# Объект 911Б
Объект 911Б — советский опытный плавающий лёгкий танк 1960-х годов. Был создан в 1963—1964 годах ОКБ Волгоградского тракторного завода на основе опытной БМП «Объект 911» и предназначался на роль лёгкой авиадесантируемой разведывательной машины. В конструкции танка применялся ряд нетрадиционных решений: компоновка по типу «все в башне» с капсулой повышенной броневой и радиационной защиты для экипажа; заимствованная у БМП система вооружения с автоматом заряжания и гладкоствольной пушкой для стрельбы активно-реактивными снарядами; гидропневматическая подвеска с регулируемым клиренсом. В 1964 году был изготовлен единственный прототип танка, который прошёл заводские испытания, однако на вооружение принят не был.

## Описание конструкции
«Объект 911Б» имел компоновку с размещением моторно-трансмиссионного отделения в кормовой части и объединённого боевого отделения и отделения управления в капсуле повышенной защищённости в средней части; в лобовой части размещался грузовой отсек, служивший для обеспечения плавучести. Экипаж танка состоял из двух человек: механика-водителя и командира, выполнявшего также функции башенного стрелка.

### Броневой корпус и башня
«Объект 911Б» имел высоко дифференцированную противопульную броневую защиту; башня и корпус танка собирались из листов катаной броневой стали толщиной 4, 6, 8, 10, 20, 35, 40 и 45 мм. Броневая капсула корпуса сложной формы собиралась из листов стали средней твёрдости марки 49С толщиной 35 мм в лобовой и кормовой части; 45 мм в верхней и 20 мм в нижней части бортов. Моторно-трансмиссионное и грузовое отделения собирались из листов стали высокой твёрдости марки 2П. Лоб легкобронированного корпуса состоял из 10-мм листа, расположенного под углом в 45° и плавно переходящего в днище. Вертикальные борта этих отделений имели толщину 8 мм, а крыша и корма — 6 мм; верхняя часть кормы корпуса была вертикальной, а нижняя имела наклон в 48° и плавно переходила в днище в нижней части. Днище моторно-трансмиссионного и грузового отделений изготавливалось из штампованных 4-мм листов углеродистой стали. Для обеспечения необходимой жёсткости днище грузового отделения снабжалось двумя продольными поясами П-образных балок, а моторно-трансмиссионного — двумя поперечными поясами Н-образных балок и продольными наружными зигами. Для обеспечения дополнительной плавучести по бортам корпуса устанавливались съёмные водоизмещающие подкрылки.
Башня танка имела коническую форму изготавливалась из 40-мм лобового и двух бортовых листов с переменными углами наклона от 48° в лобовой до 40° в бортовой части. Крыша и развитая ниша башни собирались из 10-мм бронелистов. В целом уровень броневой защиты танка обеспечивал защиту обитаемой капсулы: в лобовой проекции — от 76,2-мм калиберных бронебойных снарядов с начальной скоростью 655 м/с с дистанции от 2000 метров; бортов — от 14,5-мм калиберных бронебойных пуль Б-32 пулемёта КПВ на всех дистанциях. Посадка и высадка экипажа осуществлялись через индивидуальные люки в крыше башни. При необходимости в лобовом отделении могли перевозиться грузы или два человека, с посадкой через люки в крыше, при этом обеспечивалась вентиляция отделения.
Противорадиационная защита обитаемой капсулы обеспечивалась установкой противорадиационных экранов, обеспечивавших 15-кратное ослабление гамма-излучения, и системой противоатомной защиты (ПАЗ). В состав последней входила система герметизации обитаемого отделения на основе прибора радиационной и химической разведки «Электрон-3», регистрировавшего всплеск гамма-излучения ядерного взрыва, и фильтровентиляционная установка, обеспечивавшая в отделении избыточное давление не менее 0,44 кПа для предотвращения попадания внутрь радиоактивной пыли. Противопожарное оборудование танка состояло из автоматической системы пожаротушения «Роса», в состав которой входили два 2-литровых баллона с составом «3,5» и шесть термодатчиков ТД-1: четыре в моторно-трансмиссионном и два в грузовом отделении.

### Вооружение
Основное вооружение танка составляло 73-мм гладкоствольное полуавтоматическое орудие ТКБ-04 «Гром». Орудие имело ствол-моноблок, вертикальный клиновой затвор, полуавтоматику копирного типа и концентрическое гидравлическое противооткатное устройство. Стрельба из орудия велась активно-реактивными снарядами, представлявшими собой модифицированные выстрелы к станковому гранатомёту СПГ-9. Дальность прямого выстрела по цели высотой 2 метра составляла 800 метров, максимальная прицельная дальность — 1300 метров. Боекомплект орудия состоял из 40 выстрелов с кумулятивными снарядами с бронепробиваемостью в 300 мм гомогенной броневой стали. Орудие снабжалось автоматом заряжания с магазином ленточного типа ёмкостью в 27 выстрелов, размещавшимся в нише башни. Транспортёр автомата заряжания имел электромеханический и дублирующий ручной привод, при необходимости была возможна и ручная зарядка орудия.
Орудие размещалось в лобовой части в спаренной установке, обеспечивавшей ему углы вертикального наведения от −5° до +30°, горизонтальная наводка осуществлялась поворотом башни. Для наведения орудия использовался перископический комбинированный оптический прицел ПКБ-62 «Щит». Дневная ветвь прицела имела увеличение 6× и поле зрения 15°, ночная же представляла собой электронно-оптический прибор с увеличением 6,7× и полем зрения в 6°, работавший за счёт усиления естественной ночной освещённости. Вертикальная и горизонтальная наводка орудия осуществлялись при помощи электромеханического или дублирующего ручного привода. В спаренной с орудием установке размещался 7,62-мм пулемёт ПКТ, имевший боекомплект в 2000 патронов в 8 лентах. Помимо этого, для самообороны экипажа танк комплектовался десятью осколочными гранатами Ф-1 и сигнальным пистолетом с 10 патронами.

### Ходовая часть и водоходный движитель
Ходовая часть танка применительно к каждому борту состоял из шести полых опорных и трёх поддерживающих односкатных катков из алюминиевого сплава МГ-6 с наружной амортизацией, ленивца и ведущего колеса заднего расположения. Подвеска опорных катков — индивидуальная пневматическая (гидропневматическая), с гидравлическими амортизаторами релаксационного типа на всех катках. Подвеска позволяла изменять клиренс, дифферент и крен машины и управлялась при помощи гидроэлектрической системы с места водителя. Гусеницы «Объекта 911Б» — стальные, мелкозвенчатые, двухгребневые, с открытым металлическим шарниром. Ленивец, ведущее колесо и гусеницы построенного прототипа были заимствованы у танка ПТ-76Б, но на серийных машинах предполагалось использовать гусеницы танка «Объект 906». Для передвижения на плаву «Объект 911Б» использовал водомётный движитель, по конструкции схожий с водомётом ПТ-76, но отличавшийся нижним расположением, на уровне оси грузового вала трансмиссии и пневматическим приводом управления заслонками водомётов вместо механического.